# Майская операция (1920)
Майская операция (14 мая — 8 июня 1920) — наступление войск Западного фронта Красной армии в ходе Советско-польской войны 1919—1921 против польских войск, действовавших на белорусском направлении.

## Предыстория
25 апреля 1920 года польские войска начали наступление на Украине. Войска Юго-Западного фронта РККА отходили под натиском превосходящих сил польской армии, которая продвинулась на 200 км и 6 мая заняла Киев. РВС Республики принял решение, утверждённое 28 апреля Политбюро ЦК РКП(б), в соответствии с которым Западный фронт должен был перейти в наступление с целью помощи Юго-Западному фронту.

## Расстановка сил
В состав Западного фронта (командующий М. Н. Тухачевский, члены РВС — И. С. Уншлихт, до 2 июня А. П. Розенгольц, с 30 мая И. Т. Смилга) входили: Северная группа войск (48-я, 16-я стрелковые дивизии, 164 стрелковая бригада 55 стрелковой дивизии; образована 5 мая, командующий Е. Н. Сергеев), 15-я армия (53-я, 5-я, 6-я, 4-я, 11-я, 29-я, 56-я стрелковые дивизии, 15-я кавалерийская дивизия, командующий А. И. Корк) и 16-я армия (17-я, 8-я, 10-я, 57-я стрелковые дивизии, командующий Н. В. Соллогуб). Численность войск Западного фронта составляла свыше 75 тысяч штыков, 5 тысяч сабель, 459 орудий, 1935 пулемётов, 15 бронепоездов, 67 самолётов. В ходе Майской операции к войскам Западного фронта присоединились 12-я и 21-я стрелковые дивизии.
Западному фронту РККА противостояли польские войска Северо-Восточного фронта (командующий генерал С. Шептицкий), в состав которого входили 1-я армия (8-я, 1-я и 3-я пехотные дивизии, кавалерийская бригада) и 4-я армия (2-я, 6-я, 14-я и 9-я пехотные дивизии, кавалерийская бригада). Численность польских войск составляла около 52 тысяч штыков, 5,5 сабель, 340 орудий, 1430 пулемётов, 10 бронепоездов, 46 самолётов.

## Планы сторон

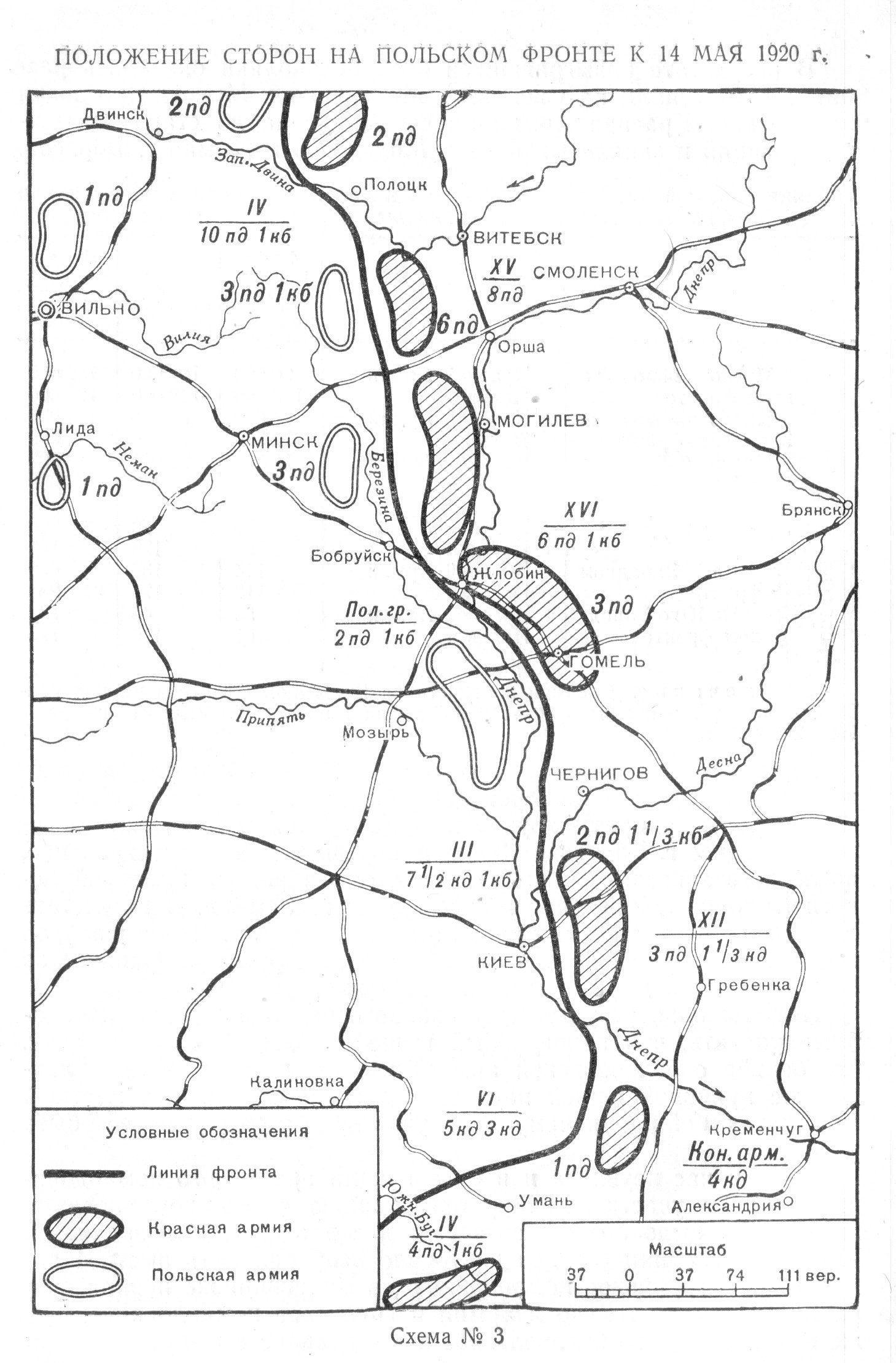
Положение сторон на польском фронте к 14 мая 1920 г.

По замыслу командующего Западным фронтом М. Н. Тухачевского, главный удар должна была наносить 15-я армия в общем направлении на Вильнюс с задачей разбить 1-ю польскую армию и отбросить её к Пинским болотам. Северная группа войск должна была содействовать наступлению 15-й армии, нанося удар во фланг и тыл 1-й польской армии. 16-я армия наносила вспомогательный удар на минском направлении, чтобы сковать силы 4-й польской армии. Подготовка Майской операции потребовала перегруппировки войск из центра фронта на его правый фланг, которая не была закончена полностью к началу наступления.
О подготовке Западного фронта к наступлению через разведку стало известно польскому командованию, которое решило сорвать предстоящее наступление Красной армии. 11 мая 1920 г. Ю. Пилсудский приказал командующему 4-й польской армией подготовить контрудар на Жлобин, в случае успеха 4-я армия должна была наступать на Могилев. Пилсудский планировал начать наступление 17 мая сразу на обоих флангах: со стороны Полесья силами 4-й армии и со стороны северного фланга войсками 1-й армии.

## Ход операции
14 мая войска 15-й армии начали наступление, прорвали оборону 1-й и 8-й польских пехотных дивизий и к исходу 16 мая выдвинулись на линию Дисна, Забки, озеро Шо, Манцо. 15 мая из частей 15-й армии, действовавших на левом фланге, была создана Южная группа (5-я, 29-я и 56-я стрелковые дивизии), войска которой 16 мая вышли на рубежи Пышно, Лепель, Стайск. Из состава Северной группы наступление вела только 164-я стрелковая бригада, которая переправилась через Западную Двину и захватила плацдарм в районе Моски. Другие силы Северной группы не закончили сосредоточение (18-я стрелковая дивизия) либо прикрывали северное крыло фронта против войск Латвии (48-я стрелковая дивизия).
17 мая командование Западного фронта изменило направление удара 15-й армии с северо-западного на юго-западное после обхода ею лесисто-болотистой местности в районе верховьев Березины, а направление наступления Северной группы с юго-западного на северо-западное. За пять дней наступления войска 15-й армии продвинулись на 45—80 км, при этом фронт наступления расширился с 60 до 110 км. Польская армия, воспользовавшись замедлением темпа наступления Красной армии, смогла организовать планомерный отход своих частей.
16-я армия начала наступление только 19 мая, когда наступательный порыв 15-й армии стал значительно ослабевать. 16-я армия вела наступление всего двумя дивизиями, которые располагались в 80 км от левофланговых частей 15-й армии. Продвинуться смогла только 8-я стрелковая дивизия, ведущая наступление в центре и 23 мая занявшая Игумен. 28 мая польское командование сосредоточило в районе Минск — Смиловичи сильную группировку и нанесло контрудар по флангам 8-й стрелковой дивизии, заставив её снова отойти за Березину.
С 19 мая наступление Северной группы и отдельных группировок 15-й армии продолжалось в расходящихся направлениях: Северная группа наступала на Браслав, группировка правого крыла 15-й армии — на Поставы, главные силы 15-й армии — на Молодечно и Южная группа — на Зембин. Между этими группами образовались разрывы, резервов для их заполнения не было. Тылы 15-й армии отстали, нарушалось регулярное снабжение войск боеприпасами и продовольствием, штаб армии часто терял управление войсками. Наступление Красной армии замедлилось.
Польское командование, перебросив войска с других направлений, в том числе с Украины, а также из Польши, сосредоточило крупные силы для контрудара против 15-й армии. Были созданы ударные группы на свенцянском, молодеченском, зембинском направлениях. Уже 26 мая зембинская группировка польских войск усилила напор на силы Южной группы, достигнув успеха в районе Плященицы. К 31 мая наступление советских войск было остановлено противником на рубеже: 15 км западнее Дриссы, озеро Перебродье, Козяны, Поставы, озеро Мядзиол, озеро Нарочь, Долгинов, Гонцевичи.
Контрнаступление польской армии началось 31 мая, противник начал теснить советские войска. 2 июня свенцянская группировка польской армии прорвала фронт 53-й стрелковой дивизии и вторглась в тыл 15-й армии. Советские войска, оказывая ожесточенное сопротивление, были вынуждены отходить под напором превосходящих сил противника и только 8 июня смогли остановить его на линии: река Западная Двина (южнее Узмени), Зябки, Большая Черница, река Березина, удержав плацдарм в районе Дисна — Полоцк.

## Итоги
Войскам Западного фронта не удалось закрепить первоначальный успех и они были вынуждены в основном отступить на исходные позиции. Однако их наступление вынудило польское командование перебросить часть сил с Украины, это помогло войскам Юго-Западного фронта нанести поражение полякам в Киевской операции. Причиной неудачи Майской операции было недостаточное количество сил и особенно резервов, отсутствие устойчивой связи для управления войсками и слабое тыловое обеспечение.